# Felsen-Baldrian
Der Felsen-Baldrian (Valeriana saxatilis) ist eine Pflanzen-Art aus der Unterfamilie der Baldriangewächse (Valerianoideae), die in den Kalkgebieten der Ostalpen vorkommt.

## Beschreibung
Es handelt sich um mehrjährige Kräuter (Hemikryptophyt). Die meist lediglich im Bereich des Blütenstandes verzweigten Stängel werden 5 bis 30 cm hoch.
Die ungeteilten Grundblätter sind breit oval bis spatelförmig. Oft sind neben der Mittelrippe zwei weitere Seitenrippen erkennbar, die bogenförmig nach vorne laufen. Im Gegensatz zum ähnlichen Berg-Baldrian gibt es höchstens ein Paar Stängelblätter. Diese sind viel kleiner als die Grundblätter und von der Form her linealisch.
Die 1–2 mm langen, meist weißen, manchmal leicht rosa gefärbten Blüten stehen in Rispen. Diese sind weniger reichblütig und nicht so deutlich schirmförmig wie bei den meisten anderen Baldrian-Arten. Oft stehen beispielsweise die untersten Seitenzweige deutlich vom Rest des Blütenstandes ab.
Die Blütezeit liegt zwischen Juni und Juli.
Die Chromosomenzahl beträgt 2n = 24.

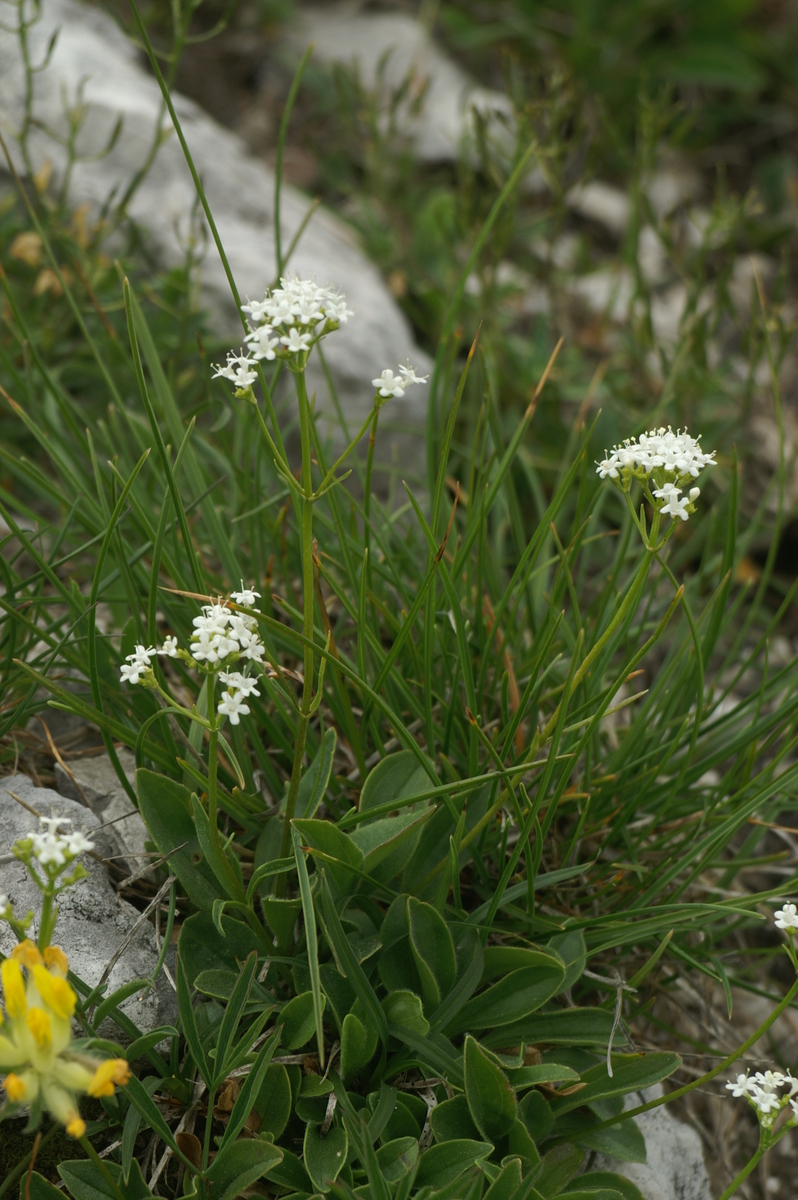
Felsen-Baldrian (Valeriana saxatilis)

## Verbreitung und Standortansprüche
Die Art wächst in subalpinen bis alpinen Kalkfelsspalten. Sie ist in Mitteleuropa eine Charakterart des Potentilletum caulescentis, kommt aber auch im Caricion davallianae vor. In den Allgäuer Alpen steigt sie bis über 2000 Meter auf.
Ihr Verbreitungsgebiet erstreckt sich von der Ostschweiz über die östlichen Kalkalpen nach Südosten über die Kalkgebirge Jugoslawiens bis nach Albanien. Es umfasst Deutschland, Italien, Österreich, Liechtenstein, die Schweiz, Slowenien, Kroatien, Montenegro, Serbien, Albanien und Rumänien. Ein isoliertes Vorkommen befindet sich in den Apuanischen Alpen.
Die ökologischen Zeigerwerte nach Landolt & al. 2010 sind in der Schweiz: Feuchtezahl F = 2 (mäßig trocken), Lichtzahl L = 4 (hell), Reaktionszahl R = 5 (basisch), Temperaturzahl T = 2+ (unter-subalpin und ober-montan), Nährstoffzahl N = 2 (nährstoffarm), Kontinentalitätszahl K = 3 (subozeanisch bis subkontinental).

## Systematik
Man kann zwei Unterarten unterscheiden:
- Valeriana saxatilis L. subsp. saxatilis
- Valeriana saxatilis subsp. pancicii (Halácsy & Bald.) Ockendon (Syn.: Valeriana pancicii Halácsy & Bald.): Sie kommt in Serbien, Montenegro und Albanien vor.[3]